# مداد سیم‌کشی

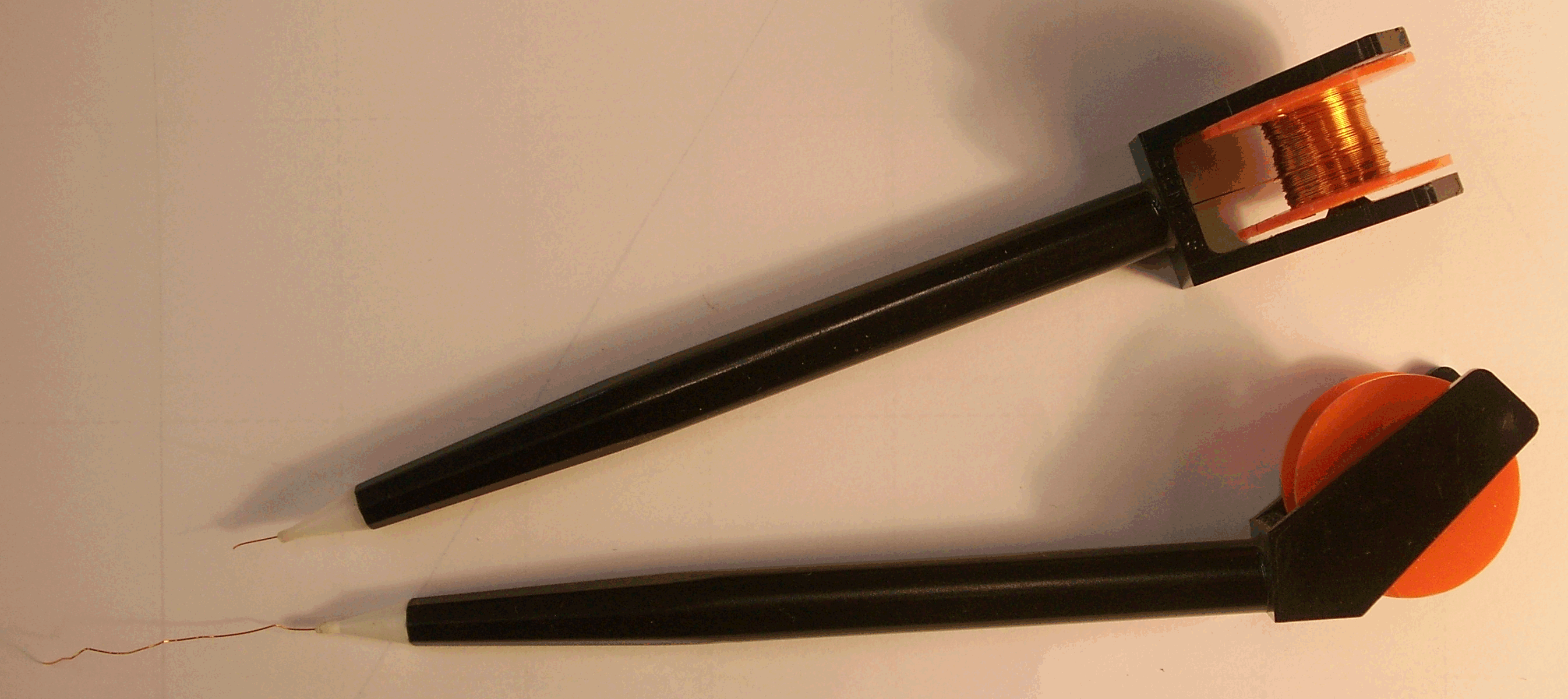
دو عدد مداد سیم‌کشی

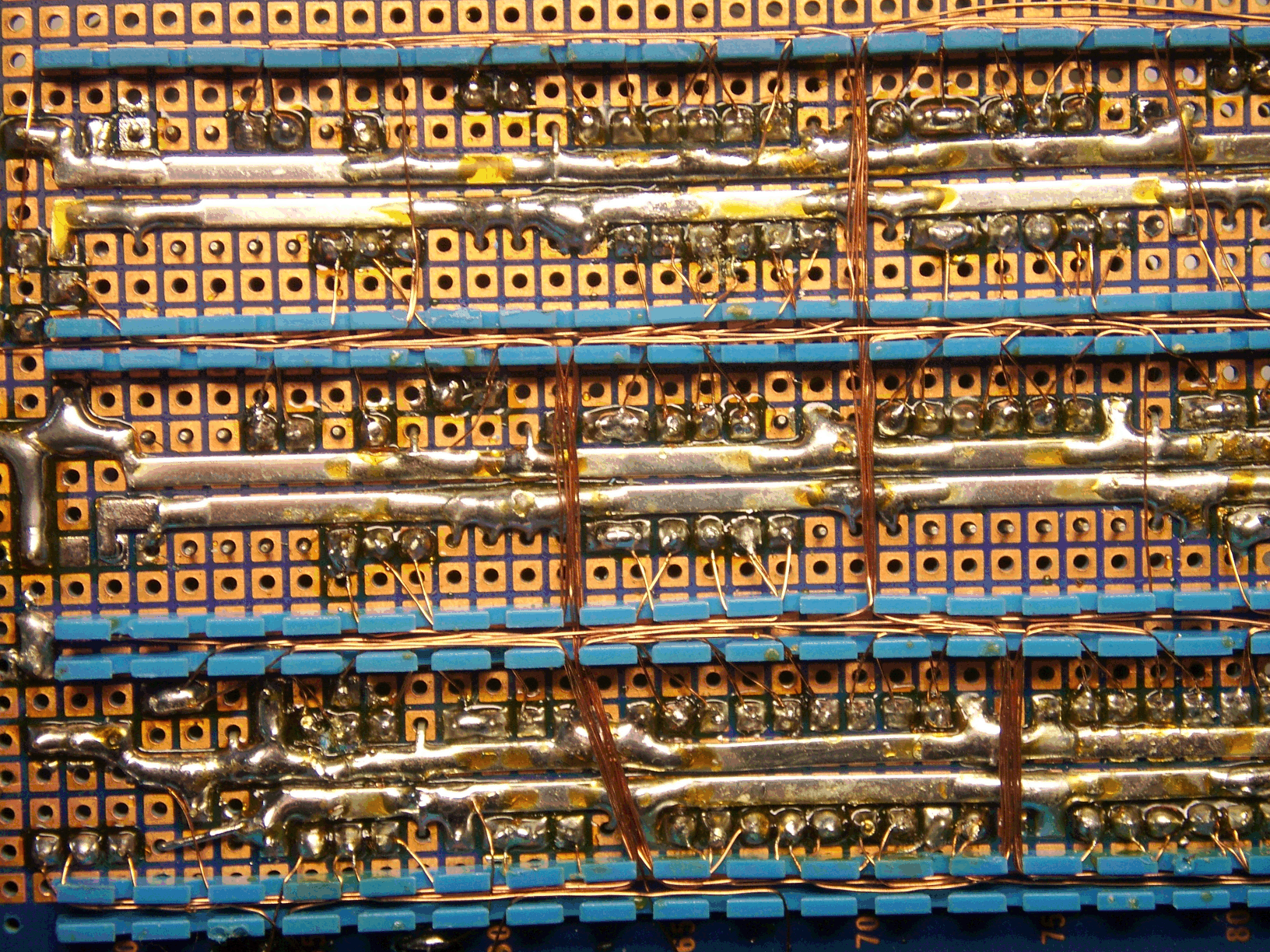
برد الکترونیکی ساخته‌شده با مداد سیم‌کشی

مداد سیم‌کشی (اغلب با نام‌های تجاری رودرانر یا ورووایر فروخته می‌شود) ابزاری برای ایجاد اتصالات الکتریکی است.
یک قرقره کوچک از سیم مسی عایق‌دار در بالای ابزار نصب‌شده‌است. سیم از مرکز مداد سیم‌کشی و از طریق یک نوک سرسفت عبور می‌کند، که به اندازه کافی کوچک است تا بین پایه‌های تراشه دی‌آی‌ال ۰٫۱ اینچی حرکت کند و به اتصالات بپیچده و سیم را در سراسر بُرد مدار به نقطه بعدی آن مورد نیاز هدایت شود.
سیم با یک لاک پلیمری پوشانده شده‌است (که معمولاً به آن مینا یا لاک گفته می‌شود، اما نه براساس شیشه). پس از پیچیده‌شدن اتصالات لحیم می‌شوند، حرارت این لاک را می‌سوزاند و اتصال را کامل می‌کند. سیم عایق‌دار معمولاً 38 SWG (۰٫۱۵ میلی‌متر) است، اتصالات زمین گاهی اوقات با سیم بدون عایق ساخته می‌شود که کمی سنگین‌تر است (33 SWG، ۰٫۲۵ میلی‌متر).
یک ناحیه تهویه‌شده خوب و/یا استخراج دود هنگام انجام این فرایند به دلیل بخارات سمی بسیار مهم است. گاهی اوقات، در جاهایی که سیم‌های زیادی وجود دارد، از سازه‌های شانه مانند پلاستیکی برای مدیریت سیم استفاده می‌شود.